# Melinna collare
Melinna collare är en ringmaskart som beskrevs av Detinova 1986. Melinna collare ingår i släktet Melinna och familjen Ampharetidae. Arten har ej påträffats i Sverige. Inga underarter finns listade i Catalogue of Life.